# Прогресс М-07М
Прогресс М-07М — транспортный грузовой космический корабль (ТГК) серии «Прогресс», запущенный к Международной космической станции. 39-й российский корабль снабжения МКС. Серийный номер 407.

## Цель полёта
Доставка на МКС более 2500 килограммов различных грузов, в числе которых топливо, запасы сжатого кислорода, продукты питания, научная аппаратура, дополнительное оборудование для российского и американского сегментов станции, а также посылки для экипажа МКС.

## Хроника полёта
- 10.09.2010, в 14:22:57 (MSK), (10:22:57 UTC) — запуск с космодрома Байконур;
- 12.09.2010, в 15:57:57 (MSK), (11:57:57 UTC) — осуществлена стыковка с МКС к стыковочному узлу на агрегатном отсеке служебного модуля «Звезда». Процесс сближения и стыковки проводился в автоматическом режиме;
- 20.02.2011, в 16:11:47 (MSK), (13:11:47 UTC) — ТГК отстыковался от МКС и отправился в автономный полёт.

## Фотогалерея

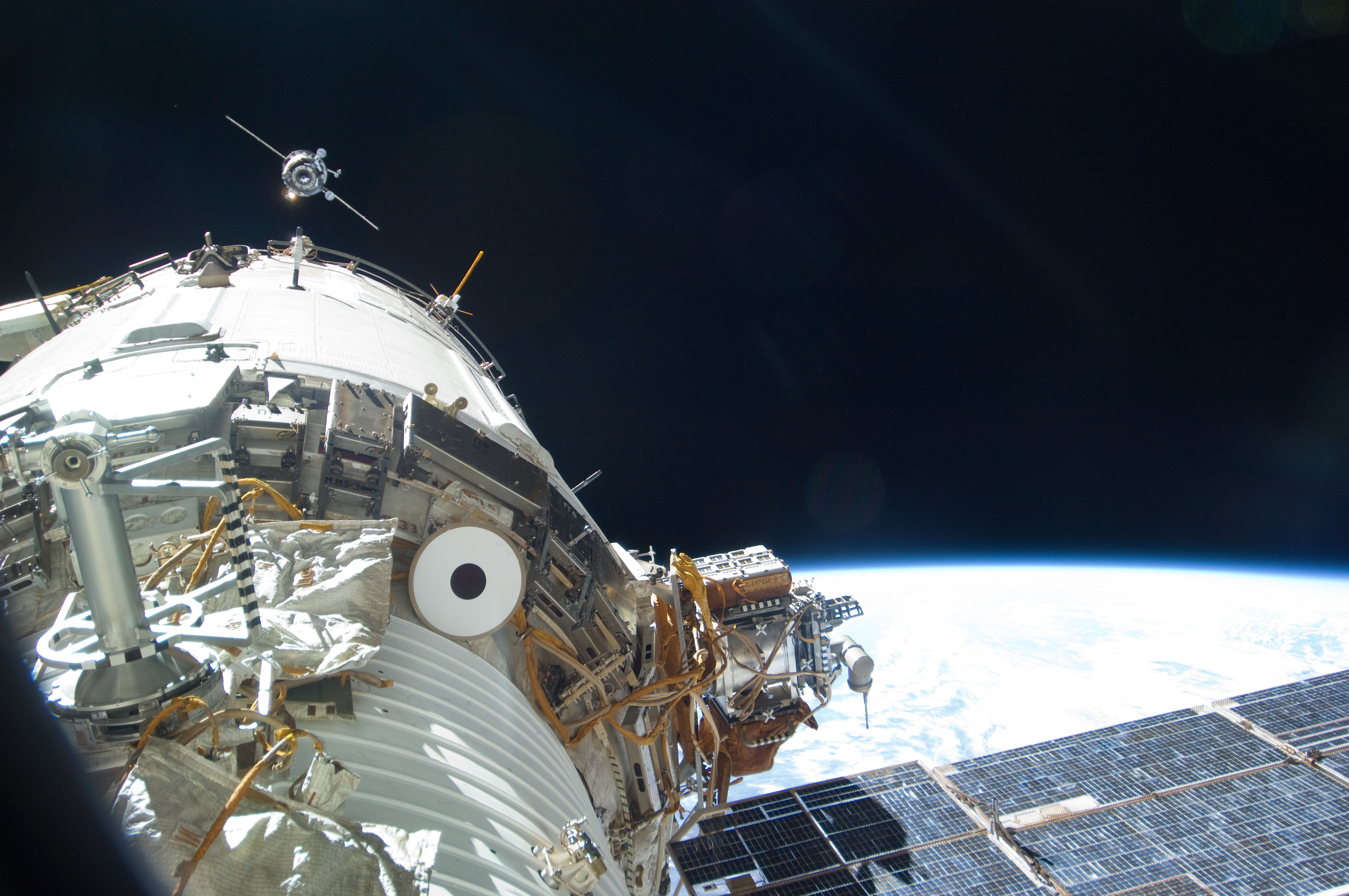
«Прогресс М-07М»  приближается к МКС
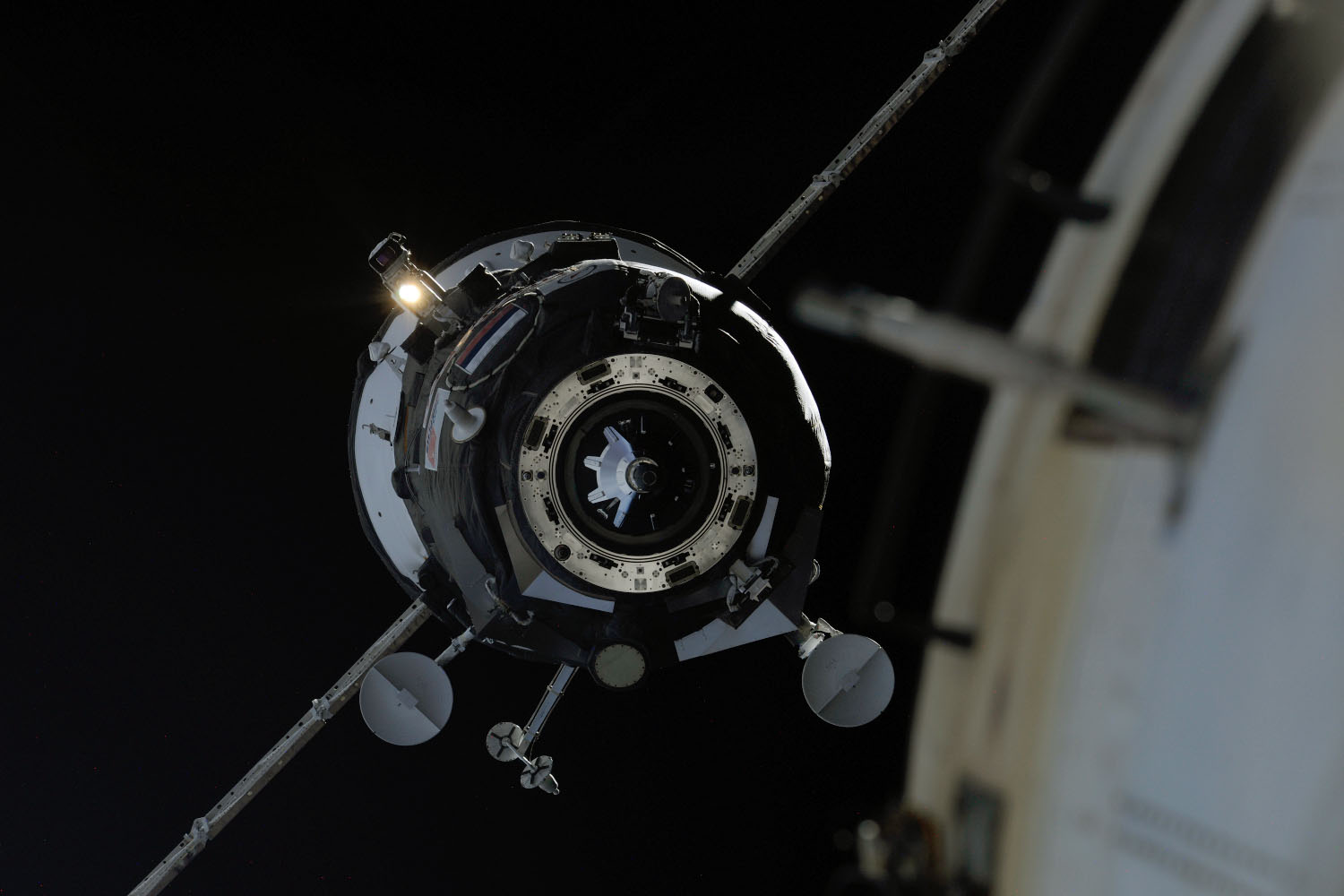
«Прогресс М-07М»  перед стыковкой с МКС